# William Unger
William Unger, född 11 september 1837 i Hannover, död 5 mars 1932 i Innsbruck, var en tysk-österrikisk grafiker, kopparstickare, raderare, målare och konstprofessor.
Han var son till juristen och konsthistoriken Friedrich Wilhelm Unger och far till Arthur Wilhelm Unger. Han började under gymnasiumtiden i Göttingen försöka sig på konstnärlig verksamhet. Han fortsatte med konststudier för Keller vid Kunstakademie Düsseldorf i Düsseldorf 1854 och för Thäter vid Akademie der Bildenden Künste München i München 1857. Därefter fortsatte han sina studier i Düsseldorf och Leipzig och var under flera år bosatt i Weimar. Han var en mycket produktiv etsare och utförde flertal illustrationsuppdrag för olika tidskrifter och bokförlag. Bland hans verk kan nämnas många etsningar i Karl von Lützows "Zeitschrift für bildende Kunst", 18 blad efter målningar i Braunschweigs galleri, 44 blad från galleriet i Kassel, många blad från gallerierna i Wien och i Amsterdam samt dessutom en mängd stick efter nyare konstnärer. Han anställdes av Lorentz Dietrichson 1874 för att utföra illustrationer till Tidskrift för bildande konst och konstindustri där han etsade några motiv från Nationalmuseum samlingar. Tillsammans med Léopold Loewenstam ledde han konstakademiens första etsningskurs 1875 innan han i slutet av året återvände till Tyskland. Han flyttade senare till Wien där han blev lärare i etsning vid 'Kunstgewerbeschule i Wien 1881 och var lärare och professor vid Wiens konstakademi 1894–1908. Han blev ledamot av konstakademien i Berlin och hedersledamot vid konstakademierna i Stockholm 1884, Bryssel och München. Unger var representerad vid Grafiska sällskapets utställning i Stockholm 1911–1912. 
Carl Rupert Nyblom skriver i Nordisk familjebok: "U. har förmåga som ingen annan mästare att troget återgifva originalets andliga innebörd likasom äfven dess uttryckssätt. Han beherskar formen fullständigt och besitter, jämte lif och friskhet i nålens förande, en otrolig lätthet och skicklighet."